# Етан
Етан је засићени угљоводоник из хомологног реда алкана са молекулском формулом . При стандардној температури и притиску, етан је безбојан, безмирисан гас. Етан се у природи јавља као један од састојака земног гаса. Добија се из продуката прераде нафте и каменог угља. 
Његова главна примена је као сировина за продукцију етилена.
Сродна једињења могу бити формирана заменом атома водоника са другом функционалном групом; етански део већег молекула се назива етил група. На пример, етилна група повезана са хидроксилном групом даје етанол, алкохол у напицима.

## Историја
Етан је први пут синтетисао 1834 године Мајкл Фарадеј, користећи електролизу раствора калијум ацетата. Он је погрешно сматрао да је угљоводонични производ ове реакције метан и није то даље истраживао. Током периода 1847–1849, у настојању да потврде теорију радикала органске хемије, Херман Колбе и Едвард Франкланд произвели су етан редукцијом пропионитрила (етил цијанида) и етил јодида калијумовим металом, и као Фарадеј, путем електролизе водених ацетата. Међутим, они су погрешно сматрали да је производ реакције метил радикал, а не димер метила, етан. Ову грешку је 1864. године исправио Карл Шорлемер, који је показао да је производ свих ових реакција заправо етан. Етан је октрио растворен у пенсилванијској лакој нафти Едмунд Роналдс 1864. године.
Назив етан је изведен из IUPAC номенклатуре органске хемије. „Ет” је изведено из немачке речи за питки алкохол (етанол), а „-ан” указује на присуство једноструке везе између атома угљеника.

## Особине
На стандардној темпрератури и притиску, етан је безбојан, безмирисан гас. Он има тачку кључања од −88,5 °C (−127,3 °F) и тачку топљења од −182,8 °C (−297,0 °F). Чврсти етан постоји у неколико алотропских модификација. При хлађењу под нормалним притиском, прва модификација која се појављује је пластични кристал, који се кристализује у кубном систему. У тој форми, позиције атома водоника нису фиксне; молекули могу слободно да ротирају око дуге осе. Хлађењем етана испод око 89,9 K (−183,2 °C; −297,8 °F) доводи до прелаза у моноклинички метастабилни етан II (просторна група P 21/n). Етан је у веома малој мери растворан у води.

## Хемија
Етан се може посматрати као две спојене метил групе, тј. димер метил група. У лабораторији, етан може бити синтетисан Колбеовом електролизом. У овој техници, водени раствор ацетатне соли се електролизује. На аноди, ацетат се оксидује да би се произвели угљен диоксид и метил радикали, и високо реактивни метил радикали се удружују да би произвели етан:
Синтеза оксидацијом анхидрида сирћетне киселине пероксидима је концептуално слична.
Хемија етана укључује углавном реакције слободних радикала. Етан може да реагује са халогенима, посебно хлором и бромом, путем халогенације слободних радикала. Ова реакција се одвија путем пропагације етил радикала:
Будући да халогенирани етани могу да подлегну даљој халогенацији слободним радикалима, овај процес доводи до мешавине неколико халогенисаних производа. У хемијској индустрији се користе селективније хемијске реакције за формирање било ког халоалкана са два угљеника.

### Сагоревање
Комплетним сагоревањем етана ослобађа се 1559,7 kJ/mol, или 51,9 kJ/g, топлоте, и настаје угљен диоксид и вода према хемијској једначини
Сагоревање се исто тако може одвијати без вишка кисеоника, при чему се формира смеша аморфног угљеника и угљен моноксида.
 + енергија
 + енергија
 + енергија итд.
Сагоревање се одвија путем комплексне серије реакција слободних радикала. Рачунарске симулације хемијске кинетике сагоревања етана обухватају стотине реакција. Једна важна серија реакција у сагоревању етана је комбиновање етил радикала са кисеоником, и накнадни распад резултирајућег пероксида у етокси и хидроксил радикале.
Главни производи који садрже угљеник непотпуног сагоревања етана су једињења угљеника као што су угљен моноксид и формалдехид. Један важан пут којим се угљеник-угљеник веза у етану разлаже, чиме се добијају ти једноугљенични производи, је разградња етокси радикала у метил радикал и формалдехид, који се опет могу подвргнути даљој оксидацији.
Неки од мање заступљених продуката у непотпуном сагоревању етана су ацеталдехид, метан, метанол, и етанол. На вишим температурама, а посебно у опсегу 600—900 °C (1.112—1.652 °F), етилен је значајан продукат. Он настаје путем реакција као што је ова:
Сличне реакције (са другим агенсима, осим кисеоника, као водонични апстрактор) се одвијају у продукцији етилена из етана у парном крековању.

### Етанска баријера
Ротација молекуларне подструктуре око ротирајуће везе обично захтева енергију. Минимална енергија за производњу ротације од 360 степени назива се ротациона баријера.
Етан пружа класичан, једноставан пример такве ротационе баријере, која се понекад назива „етанском баријером”. Међу најранијим експерименталним доказима ове баријере (погледајте дијаграм лево) су они добијени моделовањем ентропије етана. Три водоника на сваком крају су слободна да се врте око централне везе угљеник-угљеник када им се обезбеди довољна енергија за превазилажење баријере. Физичко порекло баријере још увек није потпуно решено, иако је преклапање (размена) одбијања између атома водоника на супротним крајевима молекула можда најјачи кандидат, са стабилизирајућим ефектом хиперкоњугације на распоређеној конформацији која доприноси феномену. Теоријске методе које користе одговарајућу полазну тачку (ортогоналне орбитале) потврђују да је хиперкоњугација најважнији фактор у настанку баријере ротације етана.
Још су током периода 1890-1891 хемичари предложили да молекули етана преферирају распоређену конформацију са крајевима молекула удаљеним једни од других.

## Продукција
После метана, етан је друга по величини компонента природног гаса. Природни гас из различитих гасних поља варира у садржају етана од мање од 1% до више од 6% по запремини. Пре 1960-их, етан и већи молекули обично нису били одвајани од метанске компоненте природног гаса, већ су једноставно сагоревани заједно с метаном као горивом. Данас је етан важна петрохемијска сировина и одваја се од осталих компоненти природног гаса у већини добро развијених гасних поља. Етан се такође може одвојити из нафтног гаса, мешавине гасовитих угљоводоника који се производе као нуспроизвод прераде нафте. Међутим, економија изградње и операције погона за прераду може да буде промењена. Ако релативна вредност слања непрерађеног природног гаса потрошачу превазилази вредност екстракције етана, могуће је да се екстракција етана не врши, што може да доведе до оперативних проблема при примени гаса измењеног квалитета у низводним системима.
Етан се најефикасније одваја од метана утечњавањем на криогенским температурама. Постоје различите стратегије хлађења: најекономичнији процес који се тренутно користи у широкој употреби користи турбоекспандер, и може повратити више од 90% етана у природном гасу. У овом процесу, охлађени гас се експандира кроз турбину, смањујући температуру на око −100 °C (−148 °F). На овој ниској температури, гасовити метан се може издвојити из течног етана и тежих угљоводоника дестилацијом. Даљом дестилацијом се затим раздваја етан од пропана и тежих угљоводоника.
Лабораторијски се добија електролизом концентрованог раствора ацетата: 